# Persone di nome Mirko
| Questa pagina contiene informazioni ricavate automaticamente dalle voci biografiche con l'ausilio del template Bio e di un bot. L'aggiornamento è periodico e automatico e ricostruisce completamente la pagina. Se manca una persona in questa lista, sei pregato di non aggiungerla, ma accertati piuttosto che la sua voce biografica contenga il template Bio e che i dati anagrafici siano correttamente compilati. Se il template Bio manca, inseriscilo tu stesso o, in alternativa, metti l'avviso {{tmp\|Bio}} che ne segnala la mancanza. Se i dati riportati sono sbagliati, correggi direttamente la voce biografica; le modifiche saranno visibili in questa lista entro pochi giorni. Per chiarimenti vedi il progetto antroponimi. La lista contiene solo le 127 persone che sono citate nell'enciclopedia e per le quali è stato implementato correttamente il template Bio. Pagina aggiornata al 6 ago 2025. |

Questa è una lista di persone presenti nell'enciclopedia che hanno il nome Mirko, suddivise per attività principale.

## Allenatori di calcio(14)
- Mirko Bazić, allenatore di calcio e calciatore jugoslavo (Malo Trojstvo, n. 1938 - Zagabria, † 2021)
- Mirko Bellodi, allenatore di calcio e ex calciatore italiano (Suzzara, n. 1973)
- Mirko Benevelli, allenatore di calcio e ex calciatore italiano (Reggio nell'Emilia, n. 1955)
- Mirko Conte, allenatore di calcio e ex calciatore italiano (Tradate, n. 1974)
- Mirko Cudini, allenatore di calcio e ex calciatore italiano (Sant'Elpidio a Mare, n. 1973)
- Mirko Gruden, allenatore di calcio e calciatore italiano (Monfalcone, n. 1911 - Grado, † 1967)
- Mirko Hrgović, allenatore di calcio e ex calciatore bosniaco (Signo, n. 1979)
- Mirko Jozić, allenatore di calcio e ex calciatore jugoslavo (Treglia, n. 1940)
- Mirko Pagliarini, allenatore di calcio e ex calciatore italiano (Velletri, n. 1975)
- Mirko Pieri, allenatore di calcio e ex calciatore italiano (Grosseto, n. 1978)
- Mirko Savini, allenatore di calcio e ex calciatore italiano (Roma, n. 1979)
- Mirko Slomka, allenatore di calcio tedesco (Hildesheim, n. 1967)
- Mirko Taccola, allenatore di calcio e ex calciatore italiano (Pisa, n. 1970)
- Mirko Valdifiori, allenatore di calcio e ex calciatore italiano (Lugo, n. 1986)

## Allenatori di pallacanestro(1)
- Mirko Novosel, allenatore di pallacanestro jugoslavo (Zagabria, n. 1938 - Zagabria, † 2023)

## Allenatori di pallavolo(1)
- Mirko Corsano, allenatore di pallavolo e ex pallavolista italiano (Casarano, n. 1973)

## Artisti marziali misti(1)
- Mirko Filipović, artista marziale misto e kickboxer croato (Privlaka, n. 1974)

## Attori(5)
- Mirko Frezza, attore italiano (Roma, n. 1973)
- Mirko Lang, attore tedesco (Brema, n. 1978)
- Mirko Petrini, attore e cantautore italiano (Fermo, n. 1975)
- Mirko Savone, attore e doppiatore italiano (Frosinone, n. 1985)
- Mirko Trovato, attore italiano (Roma, n. 1999)

## Attori teatrali(1)
- Mirko Cannella, attore teatrale e doppiatore italiano (Roma, n. 1992)

## Bassisti(1)
- Mirko Tagliasacchi, bassista italiano (Mantova, n. 1979)

## Bobbisti(2)
- Mirko Pätzold, bobbista tedesco (Potsdam, n. 1976)
- Mirko Turri, ex bobbista italiano (Verona, n. 1981)

## Calciatori(34)
- Mirko Antonucci, calciatore italiano (Roma, n. 1999)
- Mirko Barbagli, ex calciatore italiano (Arezzo, n. 1982)
- Mirko Benin, ex calciatore italiano (Tradate, n. 1978)
- Mirko Bigazzi, ex calciatore italiano (Cecina, n. 1989)
- Mirko Boland, calciatore tedesco (Wesel, n. 1987)
- Mirko Bonačić, calciatore jugoslavo (Spalato, n. 1903 - Spalato, † 1989)
- Mirko Bruccini, calciatore italiano (La Spezia, n. 1986)
- Mirko Carretta, calciatore italiano (Gallipoli, n. 1990)
- Mirko Costa, ex calciatore italiano (Venezia, n. 1927)
- Mirko Drudi, calciatore italiano (Cesena, n. 1987)
- Mirko Eramo, calciatore italiano (Acquaviva delle Fonti, n. 1989)
- Mirko Gori, calciatore italiano (Frosinone, n. 1993)
- Mirko Ivanić, calciatore serbo (Bački Jarak, n. 1993)
- Mirko Ivanovski, calciatore macedone (Bitola, n. 1989)
- Mirko Kokotović, calciatore e allenatore di calcio jugoslavo (Lukavac, n. 1913 - Zagabria, † 1988)
- Mirko Kramarić, calciatore croato (Zagabria, n. 1989)
- Mirko Marić, calciatore croato (Grude, n. 1995)
- Mirko Mihić, ex calciatore jugoslavo (Tuzla, n. 1965)
- Mirko Opazo, calciatore cileno (Santiago del Cile, n. 1991)
- Mirko Oremuš, calciatore croato (Traù, n. 1988)
- Mirko Palazzi, calciatore italiano (Rimini, n. 1987)
- Mirko Pavinato, calciatore e allenatore di calcio italiano (Vicenza, n. 1934 - Bologna, † 2021)
- Mirko Pavličević, ex calciatore croato (Proslap, n. 1965)
- Mirko Petrov, ex calciatore jugoslavo (Skopje, n. 1956)
- Mirko Pigliacelli, calciatore italiano (Roma, n. 1993)
- Mirko Raičević, ex calciatore montenegrino (Podgorica, n. 1982)
- Mirko Salvi, calciatore svizzero (Yverdon-les-Bains, n. 1994)
- Mirko Selak, ex calciatore croato (Spalato, n. 1978)
- Mirko Serrano, calciatore cileno (El Salvador, n. 1991)
- Mirko Stojanović, ex calciatore e allenatore di calcio jugoslavo (Zagabria, n. 1939)
- Mirko Teodorović, ex calciatore serbo (Sremska Mitrovica, n. 1978)
- Mirko Topić, calciatore serbo (Novi Sad, n. 2001)
- Mirko Vučinić, ex calciatore montenegrino (Nikšić, n. 1983)
- Mirko Šarić, calciatore argentino (Buenos Aires, n. 1978 - Buenos Aires, † 2000)

## Canoisti(1)
- Mirko Nišović, ex canoista jugoslavo (n. 1961)

## Cantanti(1)
- Mirko Casadei, cantante e musicista italiano (Rimini, n. 1972)

## Cantautori(1)
- Mirkoeilcane, cantautore e musicista italiano (Roma, n. 1986)

## Cestisti(6)
- Mirko Amon, cestista jugoslavo (n. 1930 - † 2020)
- Mirko Kovač, ex cestista serbo (Belgrado, n. 1983)
- Mirko Marjanović, cestista e allenatore di pallacanestro jugoslavo (n. 1926)
- Mirko Milićević, ex cestista jugoslavo (Novi Sad, n. 1965)
- Mirko Mulalić, cestista sloveno (Lubiana, n. 1988)
- Mirko Đerić, cestista australiano (Bankstown, n. 1995)

## Ciclisti su strada(4)
- Mirko Bernardi, ex ciclista su strada italiano (Torrile, n. 1953)
- Mirko Selvaggi, ex ciclista su strada italiano (Pieve a Nievole, n. 1985)
- Mirko Tedeschi, ex ciclista su strada italiano (Negrar, n. 1989)
- Mirko Tiepolo, ciclista su strada e ciclocrossista italiano (Noale, n. 1922 - Treviso, † 2016)

## Comici(1)
- Mirko Setaro, comico, attore e cabarettista italiano (Firenze, n. 1952)

## Compositori(1)
- Mirko Polič, compositore e direttore teatrale sloveno (Trieste, n. 1890 - Lubiana, † 1951)

## Danzatori(1)
- Mirko Ranù, ballerino, cantante e attore italiano (Roma, n. 1987)

## Doppiatori(1)
- Mirko Mazzanti, doppiatore italiano (Roma, n. 1973)

## Economisti(1)
- Mirko Cvetković, economista e politico serbo (Zaječar, n. 1950)

## Fumettisti(1)
- Mirko Perniola, fumettista italiano (Magenta, n. 1974)

## Giocatori di football americano(1)
- Mirko Slavković, ex giocatore di football americano serbo (Čačak, n. 1991)

## Giornalisti(1)
- Mirko Giobbe, giornalista italiano (Roma, n. 1900)

## Hockeisti su ghiaccio(2)
- Mirko Murovic, ex hockeista su ghiaccio canadese (Montréal, n. 1981)
- Mirko Quinz, ex hockeista su ghiaccio italiano (Bolzano, n. 1992)

## Hockeisti su pista(1)
- Mirko Bertolucci, hockeista su pista e allenatore di hockey su pista italiano (Viareggio, n. 1972)

## Lottatori(1)
- Mirko Englich, lottatore tedesco (Witten, n. 1978)

## Medici(1)
- Mirko Manzotti, medico, politico e funzionario italiano (Modena, n. 1909 - Ferrara, † 1979)

## Militari(1)
- Mirko Petrović-Njegoš, militare, diplomatico e poeta montenegrino (Njeguši, n. 1820 - Cettigne, † 1867)

## Mountain biker(1)
- Mirko Celestino, mountain biker e ex ciclista su strada italiano (Albenga, n. 1974)

## Musicisti(1)
- Mirko Fait, musicista, compositore e sassofonista italiano (Milano, n. 1965)

## Nuotatori(1)
- Mirko Mazzari, nuotatore italiano (Ravenna, n. 1975)

## Pallamanisti(2)
- Mirko Alilović, pallamanista croato (Ljubuški, n. 1985)
- Mirko Bašić, ex pallamanista e allenatore di pallamano croato (Bjelovar, n. 1960)

## Pallanuotisti(3)
- Mirko Sandić, pallanuotista e allenatore di pallanuoto jugoslavo (Belgrado, n. 1942 - Belgrado, † 2006)
- Mirko Tarana, pallanuotista jugoslavo (Ragusa, n. 1913 - Bleiburg, † 1945)
- Mirko Vičević, ex pallanuotista e allenatore di pallanuoto montenegrino (Cattaro, n. 1968)

## Pallavolisti(1)
- Mirko Gerbi, ex pallavolista italiano (Prato, n. 1978)

## Partigiani(1)
- Mirko Andreoli, partigiano italiano (Coenzo, n. 1921 - Cadè, † 1945)

## Pattinatori artistici su ghiaccio(1)
- Mirko Müller, ex pattinatore artistico su ghiaccio tedesco (n. 1974)

## Pattinatori di short track(1)
- Mirko Vuillermin, ex pattinatore di short track italiano (Aosta, n. 1973)

## Pattinatori di velocità su ghiaccio(1)
- Mirko Giacomo Nenzi, pattinatore di velocità su ghiaccio italiano (Venezia, n. 1989)

## Pianisti(1)
- Mirko Signorile, pianista e compositore italiano (Bari, n. 1974)

## Piloti automobilistici(1)
- Mirko Bortolotti, pilota automobilistico italiano (Trento, n. 1990)

## Piloti motociclistici(2)
- Mirko Gennai, pilota motociclistico italiano (Firenze, n. 2003)
- Mirko Giansanti, pilota motociclistico italiano (Terni, n. 1976 - Terni, † 2023)

## Politici(6)
- Mirko Brulc, politico sloveno (Lendava, n. 1946)
- Mirko Busto, politico italiano (Somma Lombardo, n. 1976)
- Mirko Dolcini, politico e avvocato sammarinese (Città di San Marino, n. 1973)
- Mirko Marjanović, politico serbo (Tenin, n. 1937 - Belgrado, † 2006)
- Mirko Šarović, politico bosniaco (Rogatica, n. 1956)
- Mirko Tomassoni, politico sammarinese (Città di San Marino, n. 1969)

## Principi(1)
- Mirko del Montenegro, principe montenegrino (Cettigne, n. 1879 - Vienna, † 1918)

## Pugili(1)
- Mirko Puzović, ex pugile jugoslavo (n. 1956)

## Rapper(2)
- Kiave, rapper italiano (Cosenza, n. 1981)
- Rkomi, rapper e cantautore italiano (Milano, n. 1994)

## Registi(1)
- Mirko Locatelli, regista e produttore cinematografico italiano (Milano, n. 1974 - Casorzo Monferrato, † 2025)

## Rugbisti a 15(2)
- Mirko Amenta, rugbista a 15 italiano (Ragusa, n. 1991)
- Mirko Belloni, rugbista a 15 italiano (Rovigo, n. 2004)

## Sassofonisti(1)
- Mirko Guerrini, sassofonista, compositore e arrangiatore italiano (Firenze, n. 1973)

## Sciatori alpini(2)
- Mirko Deflorian, ex sciatore alpino italiano (Cavalese, n. 1980)
- Mirko Klinar, ex sciatore alpino sloveno (n. 1944)

## Scrittori(3)
- Mirko Bogović, scrittore e politico croato (Varaždin, n. 1816 - Zagabria, † 1893)
- Mirko Drazen Grmek, scrittore croato (Krapina, n. 1924 - Parigi, † 2000)
- Mirko Kovač, scrittore e drammaturgo jugoslavo (Petrovići, n. 1938 - Rovigno, † 2013)

## Scultori(1)
- Mirko Basaldella, scultore e pittore italiano (Udine, n. 1910 - Cambridge, † 1969)

## Snowboarder(1)
- Mirko Felicetti, snowboarder italiano (Cavalese, n. 1992)

## Sollevatori(1)
- Mirko Zanni, sollevatore italiano (Pordenone, n. 1997)

## Senza attività specificata(1)
- Mirko Testa, paraciclista italiano (Seriate, n. 1997)